# Leptotarsus (Longurio) rhodesiae
Leptotarsus (Longurio) rhodesiae is een tweevleugelige uit de familie langpootmuggen (Tipulidae). De soort komt voor in het Afrotropisch gebied.